# Il giustiziere della notte 5
Il giustiziere della notte 5 (Death Wish V: The Face of Death) è un film del 1994, diretto e sceneggiato da Allan A. Goldstein. Fu l'ultimo film che vide Bronson sul grande schermo.
È il quinto e ultimo capitolo della serie "Il giustiziere della notte" ed è stato prodotto dalla 21st Century Film Corporation dopo l'acquisizione dei diritti sui personaggi dalla Cannon Films.

## Trama
Kersey, nel programma protezione testimoni, è a Toronto come professore d'architettura in un college, dove ha una relazione con Olivia, designer di moda, precedentemente sposata con il boss mafioso irlandese Tommy O'Shea. Uccisa dal suo ex marito per accaparrarsi l'azienda, Kersey vendica la sua morte e protegge la figlia Chelsea.